# 貝弗韋克
貝弗韋克（荷蘭語：Beverwijk）是荷蘭的一個城市，在行政區劃上屬於北荷蘭省。該市位於阿姆斯特丹西北約20（12英里）出，靠近北海海岸。

## 外部連結
- 维基共享资源上的相關多媒體資源：貝弗韋克
- Official website （页面存档备份，存于）